# Hermillon
Hermillon (in arpitano Èrmelyon) è un comune francese di 545 abitanti situato nel dipartimento della Savoia della regione dell'Alvernia-Rodano-Alpi.

## Società

### Evoluzione demografica
Abitanti censiti